# Ромен (приток Сулы)
Ромен (укр. Ромен) — река на Украине, правый приток Сулы длиной 111 км. Площадь бассейна — 1645 км². Берёт исток из небольшого озера близ села Юровка в Сумской области, в районе города Ромны впадает в Сулу. Средний расход воды р. Ромен у г. Ромны составляет 3,27 м³/с. Среднегодовая минерализация воды составляет около 780 мг/дм³. Притоки: Яцунка.